# 개천벽지
개천벽지(開天闢地)는 중국의 창조 신화이다. 세상 창조 신화인 반고 신화와 인간 창조 신화인 황제 신화가 있다.

## 반고 신화
"아주 먼 옛날, 이 세상은 검고 흐린 모습의 하나의 알로 이루어져 있었다. 그 안에 한 사람이 웅크리고 있었으니 그가 바로 반고이다. 깜깜한 알 속이 싫었던 반고는 어느날 알을 깨어버렸다. 이때 알 속에 있던 무거운 것들은 가라앉고 가벼운 것들은 위로 치솟았다. 하지만 다시 무거운 것들과 가벼운 것들이 모여 혼돈의 상태로 가려고 하자, 반고는 자신의 두 다리와 두 팔로 무거운 것들과 가벼운 것들을 떼어놓기 위해 애를 썼다. 반고의 키는 하루에 한 자씩 자랐으며, 이로 인해 하늘과 땅이 점점 멀어지게 되었다."는 테리다
반고가 울 때 그의 눈물은 강이 되고, 숨결은 바람이 되었다. 목소리는 천둥, 눈빛은 번개가 되었다. 그가 기쁠 때는 하늘도 맑았고, 슬플 때는 흐려졌다.
이렇게 애를 쓴 것이 무려 18,000년이었고, 무거운 것과 가벼운 것이 서로 9만리의 거리의 거리로 멀어지자 드디어 반고는 혼돈을 막았다고 안심하며 대지에 누워 휴식을 취했고, 그 상태로 죽게 된다. 그가 죽을 때 두 눈동자는 태양과 달이 되었고, 사지는 산, 피는 강, 혈관과 근육은 길, 살은 논밭, 수염은 벼로 피부는 초목이 되었다.
또한, 반고가 죽을 때, 그의 몸에서 생겨난 구더기가 바람으로 만나 인간이 되었다.
이렇게 세상이 만들어졌다. 중국의 난하이 제도 근처에는 3백리에 달하는 반고의 묘가 있다고 한다.

### 반고 신화에 대한 의문
반고 신화는 일반적으로 중국의 창조 신화로 인정되고 있으나, 이에 대한 의문도 상당하다. 가까운 한국과 일본의 신화에 비해 규모가 크고, 흡사 그리스 신화의 거인을 연상하게 되는 반고의 모습도 주변국의 신화에서는 찾아볼 수 없다. 첫 인간이 죽어 그의 시체가 세상을 이루었다는 신화는 메소포타미아 문명권에서 많이 발견된다.
반고 신화가 처음으로 등장한 것은 중국의 삼국 시대이며, 오나라의 문헌에서 등장한다. 이에 대해서는 두 가지 설이 있다. 첫째는, 오나라에 복속되어 있는 소수민족의 신화를 오나라가 차용하여 자신들의 정당성을 유지하려 했다는 설이다. 두 번째 설은 인도와 서아시아 신화가 동남아를 거쳐 중국 서남부에 유입되어, 전란으로 고통받는 백성들이 반고 신화를 만들어냈다는 것이다.

## 황제 신화
반고 신화가 세상이 어떻게 창조되었는지를 보여준다면 황제 신화는 인간 창조 과정을 그리고 있다. 황제 신화는 삼황오제에 등장하는 황제와 상변(上騈), 쌍림(雙林), 여와(女媧)라는 네 신이 흙에서 인간을 창조했다는 것이다.
네 신은 인간을 만듬에 있어 역할을 나누었다. 상변은 눈, 코, 입, 귀를, 쌍림은 손발을 만들고, 황제는 가장 중요한 남녀의 성기를 만들었다. 여와는 이런 작업을 마무리하는 역할이었다. 여와는 앞선 세 신이 만든 인간을 정성껏 빚어 완성했으나, 작업이 계속되자 싫증을 느껴, 대충 진흙 속에 새끼줄을 휘저었다가 끝에서 떨어진 것으로 인간을 완성시켰다.
인간 창조를 어느 정도 마친 네 신은 인간에게 천명을 부여하고, 스스로 번식할 수 있도록 혼인제도를 만들어 주었다.

## 같이 보기
- 회남자
- 예문유취
- 복희
- 여와